# Ronny Scheier
Ronny Scheier (* 23. Oktober 1981) ist ein luxemburgischer Eishockeyspieler, der seit 1999 bei Tornado Luxembourg spielt. Seit 2005 nimmt er mit der Mannschaft an der französischen Division 3, der vierthöchsten Spielklasse des Landes, teil.

## Karriere
Ronny Scheier begann seine Karriere als Eishockeyspieler bei Tornado Luxembourg. Zunächst spielte er für die Mannschaft unterklassig in Deutschland. Von 2002 bis 2004 nahm er an der luxemburgischen Liga teil, wo er 2003 den luxemburgischen Meistertitel gewann. Nach einem weiteren Jahr in der fünftklassigen deutschen Rheinland-Pfalz-Liga, spielt er mit Tornado seit 2005 in der französischen Division 3, der vierthöchsten Spielklasse des Landes.

### International
Im Juniorenbereich nahm Scheier für Luxemburg an der U18-D-Europameisterschaft 1998 und der U18-Weltmeisterschaft der Europa-Division 2 1999 sowie 2001 an der Qualifikation zur U20-Weltmeisterschaft der Division III teil.
Für Luxemburg debütierte Scheier bei der D-Weltmeisterschaft 2000. Nach der Umstellung auf das heutige Divisionensystem spielte er 2002, 2004 und 2018 in der Division II. Bei den Weltmeisterschaften 2003, 2005, 2006, 2007, 2008, 2009, 2010, 2011, 2012, 2013, 2014, 2015, 2016, als er zum besten Spieler seiner Mannschaft gewählt wurde, und 2017 spielte er in der Division III. Von 2010 bis 2016 und 2018 war er Mannschaftskapitän der Luxemburger.

## Erfolge und Auszeichnungen
- 2003 Luxemburgischer Meister mit Tornado Luxembourg
- 2003 Aufstieg in die Division II bei der Weltmeisterschaft der Division III
- 2017 Aufstieg in die Division II, Gruppe B, bei der Weltmeisterschaft der Division III